# Méliphage grimé
Lichenostomus cratitius
Espèce
Statut de conservation UICN

 LC  : Préoccupation mineure

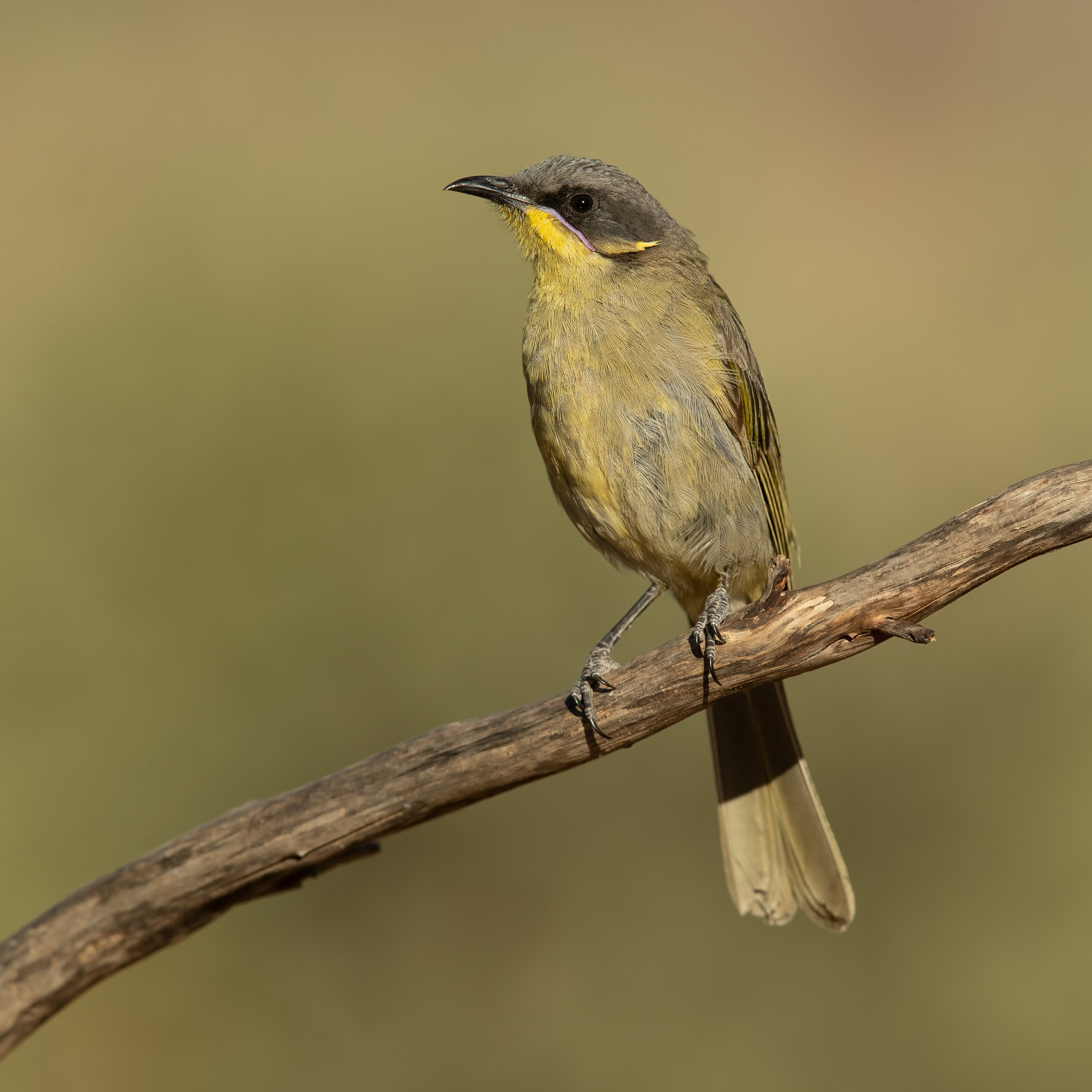
Un méliphage grimé en Australie. Décembre 2019.

Le Méliphage grimé (Lichenostomus cratitius) est une espèce de passereau méliphage originaire d'Australie.

## Habitat
Il habite les garrigues australiennes.

## Sous-espèces
D'après Alan P. Peterson, il se répartit en deux sous-espèces :
- Lichenostomus cratitius occidentalis Cabanis, 1851 — sud de l'Australie ;
- Lichenostomus cratitius cratitius (Gould, 1841) — île Kangourou.